# Veronica Maglia
Veronica Maglia (Münsterlingen, 1º dicembre 1989) è un'allenatrice di calcio ed ex calciatrice svizzera, di ruolo attaccante, tecnico della formazione Juniores U-15 del Bienne e delle formazioni Under-16 e Under-17 delle nazionali di calcio femminile della Svizzera.

## Caratteristiche tecniche
Veronica Maglia possiede caratteristiche tali da essere utilizzata principalmente come prima punta, risultando essere efficace negli ultimi 16 metri, tuttavia essendo in grado di supportare l'attacco, grazie a una buona velocità, con inserimenti dalle retrovie è in grado di adattarsi a più ruoli, dalla tre quarti offensiva in avanti.

## Biografia
Veronica Maglia nasce a Münsterlingen, nel Canton Turgovia, da genitori siciliani e si avvicina fin da piccola al mondo del calcio iniziando a giocare a 12 anni con i maschietti nelle giovanili della cittadina natale.

## Carriera

### Calciatrice

#### Club
Nel 2003 decide di tesserarsi con lo Schwerzenbach con il quale rimane due stagioni seguite da un nuovo trasferimento a Zurigo, nel SV Seebach con cui rimane fino al 2007.
Nell'estate si accorda con lo Young Boys di Berna per disputare il campionato 2007-2008. Con le giallonere riesce a conquistare, al primo anno, il titolo di capocannoniere della Lega Nazionale A con 18 reti rimanendo anche per la stagione successiva.
Nell'estate 2009 sottoscrive un contratto con il Grasshopper restando una sola stagione al termine della quale ritorna ad indossare la maglia dello Young Boys. L'ultima stagione svizzera, la 2010-2011, resterà la più proficua per l'attaccante che la vede conquistare il campionato e nuovamente il titolo di capocannoniere con 24 reti all'attivo. Nelle stagioni 2011-2012 e 2012-2013 conquista il campionato italiano e due supercoppe italiane con la Torres.

### Allenatrice
Dopo aver lasciato il calcio giocato e aver assunto, dal 2018, un incarico federale presso il segretariato dell'Associazione Svizzera di Football, ricopre il ruolo di allenatrice della formazione Juniores U-15 del Bienne e, dal 1º gennaio 2021, anche quella di tecnico delle formazioni Under-16 e Under-17 delle nazionali di calcio femminile della Svizzera, rilevando Monica Di Fonzo passata all'Under-19.

## Palmarès

### Club
- Campionato svizzero: 1

Young Boys: 2010-2011
- Campionato italiano: 2

Torres: 2011-2012, 2012-2013
- Supercoppa italiana: 3

Torres: 2011, 2012, 2013

### Individuali
- Capocannoniere del campionato svizzero: 2

Young Boys: 2007-2008 (18 reti); 2010-2011 (24 reti)